# Cornelis Alkemade
Cornelis Theodorus Joseph Alkemade (Sint-Oedenrode, 26 november 1923 – Bilthoven, 25 februari 1989) was een Nederlandse natuurkundige en hoogleraar experimentele natuurkunde aan de Universiteit Utrecht.
Alkemade studeerde natuurkunde en promoveerde in 1954 aan de Universiteit Utrecht bij Joannes Milatz op het proefschrift A contribution to the development and understanding of flame photometry. Hij werkte vervolgens enige jaren als medewerker aan de Rijksuniversiteit van Utrecht en gaf daar college en practicum in de fysische meetmethoden. In 1961 werd hij hoogleraar aan de Universiteit Utrecht, waaraan hij tot 1987 bleef verbonden.

## Publicaties
- 1954. A contribution to the development and understanding of flame photometry. Proefschrift Universiteit Utrecht.
- 1961. Denken met de handen. Inaugurale rede.
- 1969. Leven, weten, geloven. Met Anton Weiler.
- 1973. Inleiding in de fysische meetmethoden. Met Adriaan Hoogenboom en Johan Albert Smit.
- 1979. Fundamentals of analytical flame spectroscopy. Met Roland Herrmann.

- Bibsys: 90507489
- Gemeinsame Normdatei: 1089244436
- International Standard Name Identifier: 0000 0001 1689 8271
- Library of Congress Control Number: n82009718
- Nationale Bibliotheek van Israël: 987007452915005171
- Nederlandse Thesaurus van Auteursnamen: 067562043
- Réseau des bibliothèques de Suisse occidentale: 02-A006245716
- Système universitaire de documentation: 131796143
- Virtual International Authority File: 94895608
- WorldCat: E39PBJmXGTqGCt7HpM9jqc4jG3